# Gabriel Vallés
Gabriel Vallés (31 de maio de 1986), é um futebolista argentino que atua como lateral-direito.

## Carreira
Começou no Godoy Cruz, sua estréia foi Gimnasia, lá passou 4 anos e fez mais de 100 jogos. Em 2009 se transferiu para o Independiente, clube tradicional argentino, onde conquistou a Sul-Americana. Em 2012 chegou perto de se transferir, mas acabou renovando com o clube em 2013. Seu primeiro gol foi diante do Ferro em 2013, com um chute de fora da área. Em 2015 acertou sua rescisão com o clube. Em 2016 não renovou com o clube, pois sofreu uma lesão nos ligamentos e acabou acertando Club Sportivo Independiente Rivadavia, onde passou 1 dia no clube e acertou sua saída do clube. Acertou com o Juventud Unida Universitário, clube de divisão de acesso da Argentina. Em setembro acerta com o Santa Cruz para a disputa da Série A e da Sul-Americana, mas acabou não sendo regularizado a tempo. No dia 30 de dezembro de 2016 acerta sua renovação com o Santa Cruz, clube onde chegou em 2016 mas por questões burocráticas não pôde atuar, e fica para a temporada de 2017.

## Títulos
Godoy Cruz
- Primera B Nacional: 2005/06

Independiente
- Copa Sul-Americana: 2010

Santa Cruz
- Troféu Asa Branca: 2017